# Ион-Ронча, Иван
Иван Ион Ронча (рум. Ion Ivan Roncea; род. 27 января 1947, Фрумушани, жудец Кэлэраши) — румынский арфист.
Начал учиться игре на арфе в семилетнем возрасте, с 1958 года продолжал обучение в Бухаресте, в 1971 году окончил Национальный музыкальный университет по классу Лианы Паскуали. В дальнейшем совершенствовал своё мастерство в Нью-Йорке под руководством Перл Черток. В 1976 году стал победителем Международного конкурса арфистов в Израиле.
На протяжении многих лет соло-арфист Бухарестского филармонического оркестра. В качестве солиста записал ряд основных произведений арфового репертуара, от концертов Франсуа Буальдьё и Иоганна Альбрехтсбергера до пьес Клода Дебюсси.
Лауреат ряда румынских и международных профессиональных наград. В 2009 году удостоен степени доктора музыки.